# 天安市

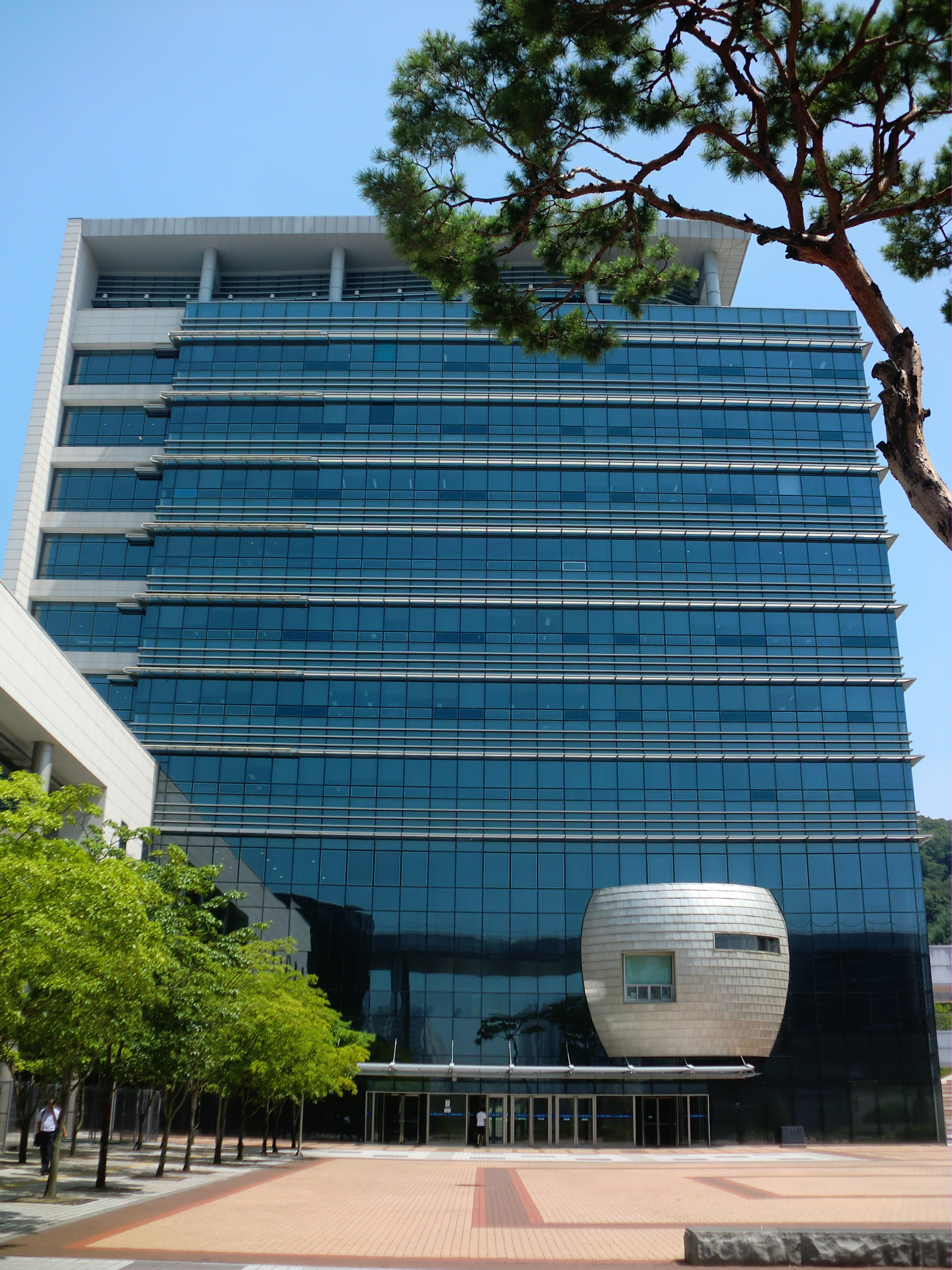
天安市庁

天安市（チョナンし）は、大韓民国忠清南道の最大都市で、大韓民国で17番目に大きい都市である。韓国の独立運動家・柳寛順の故郷で、郊外には独立記念館がある。古くから朝鮮半島の重要な町並みであることから"天安三叉路"と呼ばれる民謡もあるが、その役割が現在でも維持され、交通の都市とも呼ばれる。2000年代にソウル地下鉄1号線が延伸開通し、サムスン電子のような大企業が入って急激な発展を遂げた。忠清南道で唯一の大都市。

## 行政

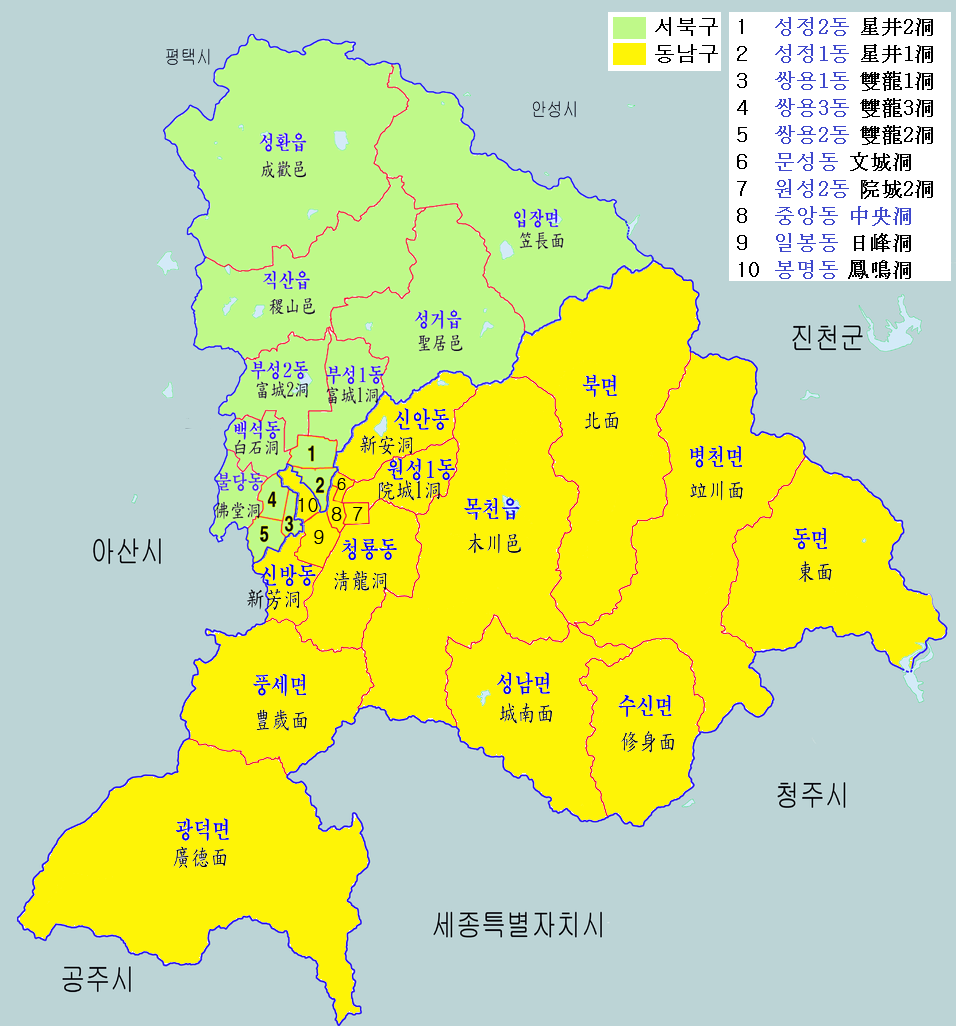
行政区域図

- 東南区（トンナムく、黄）
- 西北区（ソブクく、緑）

### 警察
- 天安東南警察署
- 天安西北警察署

### 消防
- 天安東南消防署
- 天安西北消防署（稷山邑にある）

## 地理
天安は忠清南道の東北部に位置する都市で、道の全人口の30%以上を占める最大都市である。天安の東は忠清北道の清州市、鎮川郡、西は牙山市、南は公州市、世宗特別自治市に接し、北は京畿道平沢市、安城市と境界をなす。ソウルから83.6キロの地点にある。日本の政令指定都市に準ずる特例市として、ソウルから釜山・光州につながる通りである。 首都圏ではないが、ソウル地下鉄の通勤電車が乗り入れており、近郊地域として韓国政府の首都圏規制政策のおかげで急速に成長する都市である。

### 気候
- 最高気温極値37.7℃（1994年7月23日）
- 最低気温極値-23.9℃（2001年1月15日）

| 天安市の気候                                                | 天安市の気候 | 天安市の気候 | 天安市の気候 | 天安市の気候 | 天安市の気候 | 天安市の気候 | 天安市の気候   | 天安市の気候   | 天安市の気候  | 天安市の気候 | 天安市の気候 | 天安市の気候 | 天安市の気候    |
| 月                                                          | 1月          | 2月          | 3月          | 4月          | 5月          | 6月          | 7月            | 8月            | 9月           | 10月         | 11月         | 12月         | 年              |
| ----------------------------------------------------------- | ------------ | ------------ | ------------ | ------------ | ------------ | ------------ | -------------- | -------------- | ------------- | ------------ | ------------ | ------------ | --------------- |
| 最高気温記録 °C （°F）                                      | 16.5 (61.7)  | 22.2 (72)    | 26.7 (80.1)  | 31.2 (88.2)  | 33.9 (93)    | 34.8 (94.6)  | 37.7 (99.9)    | 37.8 (100)     | 33.9 (93)     | 28.7 (83.7)  | 25.3 (77.5)  | 18.2 (64.8)  | 37.8 (100)      |
| 平均最高気温 °C （°F）                                      | 3.0 (37.4)   | 5.8 (42.4)   | 11.8 (53.2)  | 18.7 (65.7)  | 24.1 (75.4)  | 27.5 (81.5)  | 29.5 (85.1)    | 30.2 (86.4)    | 26.1 (79)     | 20.4 (68.7)  | 12.8 (55)    | 5.2 (41.4)   | 17.9 (64.2)     |
| 日平均気温 °C （°F）                                        | −2.4 (27.7)  | 0.0 (32)     | 5.3 (41.5)   | 11.7 (53.1)  | 17.5 (63.5)  | 21.8 (71.2)  | 24.9 (76.8)    | 25.2 (77.4)    | 20.2 (68.4)   | 13.4 (56.1)  | 6.5 (43.7)   | −0.2 (31.6)  | 12.0 (53.6)     |
| 平均最低気温 °C （°F）                                      | −7.5 (18.5)  | −5.4 (22.3)  | −0.8 (30.6)  | 4.9 (40.8)   | 11.4 (52.5)  | 16.8 (62.2)  | 21.2 (70.2)    | 21.3 (70.3)    | 15.2 (59.4)   | 7.4 (45.3)   | 1.0 (33.8)   | −5.1 (22.8)  | 6.7 (44.1)      |
| 最低気温記録 °C （°F）                                      | −23.9 (−11)  | −19.9 (−3.8) | −10.4 (13.3) | −5.2 (22.6)  | 2.0 (35.6)   | 6.9 (44.4)   | 12.5 (54.5)    | 12.1 (53.8)    | 3.0 (37.4)    | −4.3 (24.3)  | −10.4 (13.3) | −18.7 (−1.7) | −23.9 (−11)     |
| 降水量 mm （inch）                                          | 19.0 (0.748) | 27.0 (1.063) | 38.3 (1.508) | 67.5 (2.657) | 78.7 (3.098) | 127.0 (5)    | 284.1 (11.185) | 299.7 (11.799) | 146.4 (5.764) | 55.5 (2.185) | 47.6 (1.874) | 27.9 (1.098) | 1,218.7 (47.98) |
| 平均降水日数 （≥0.1 mm）                                    | 7.4          | 6.2          | 7.4          | 7.9          | 7.6          | 8.5          | 14.1           | 13.7           | 8.8           | 6.0          | 9.1          | 9.6          | 106.3           |
| % 湿度                                                      | 68.5         | 63.8         | 61.1         | 58.2         | 62.3         | 69.1         | 77.2           | 76.7           | 74.0          | 71.2         | 70.0         | 69.5         | 68.5            |
| 平均月間日照時間                                            | 167.2        | 178.4        | 211.6        | 221.5        | 241.5        | 207.3        | 160.5          | 184.0          | 179.8         | 204.8        | 159.2        | 155.5        | 2,271.3         |
| 出典：韓国気象庁 (平均値：1991年-2020年、極値：1972年-現在) |              |              |              |              |              |              |                |                |               |              |              |              |                 |

## 歴史
市域は三国史記によれば、百済の大木岳・林川と高句麗の蛇山であった。757年に大木岳を大麓郡、林川は馴雉と改名された。天安の名称は高麗時代からあり、930年天安部、995年歓州、1018年天安郡となった。三国史記には、編纂時の地名として木州・豊歳・稷山の名前がみられる。朝鮮王朝時代は寧山を経て天安郡と呼ばれ、1896年に忠清南道に属している。
1914年に天安・木川・稷山の3郡を合併して天安郡となり、1963年1月1日に天安郡の天安邑（町）と歓城面（村）が統合し、天安市に昇格した。1995年5月10日に天安市（旧）・天安郡を合併し、都市・農村複合型の統合天安市がスタートした。2008年6月23日に、東南区と西北区が設置された。

### 天安市
- 1963年1月1日 - 天安郡天安邑・歓城面が合併して天安市に昇格。[4]
- 1983年2月15日 - 天原郡豊歳面九龍里を編入。[5]
- 1995年
  - 5月10日 - 天安市・天安郡が合併し、改めて天安市が発足。[6]（2邑10面13行政洞）
  - 8月2日 - 並川面卜多会里が松亭里に改称。
- 2002年1月1日（4邑8面13行政洞）[7]
  - 稷山面が稷山邑に昇格。
  - 木川面が木川邑に昇格。
- 2003年8月1日 - 双龍3洞が双龍2洞から分離。[8]（4邑8面14行政洞）
- 2005年9月30日 - 市庁舎が文化洞から市内西部の仏堂洞へ移転。[9]
- 2006年1月10日 - 白石洞が双龍3洞から分離。[10]（4邑8面15行政洞）
- 2007年5月28日 - 新龍洞が日峰洞と新芳洞に分割。[11]（4邑8面16行政洞）
- 2008年6月23日 - 東南区・西北区設置。[12]（2区4邑8面16行政洞）
- 2013年10月14日（2区4邑8面18行政洞）[13]
  - 仏堂洞が白石洞から分離。
  - 富城洞が富城1洞と富城2洞に分割。

### 天安郡（天原郡）
- 1914年3月1日 - 郡面併合により、天安郡・稷山郡・木川郡を天安郡として編成。天安郡に以下の面が成立。[14]（14面）
  - 寧城面・歓城面・豊歳面・広徳面・城山面・成歓面・笠場面・聖居面・木川面・東面・城南面・修身面・北面・葛田面

| 統廃合前 | 統廃合前 | 統廃合後 | 統廃合後    | 統廃合後 |
| 郡       | 面       | 郡       | 面          | 管轄里（1917年時点） |
| -------- | -------- | -------- | ----------- | --- |
| 天安郡   | 上里面   | 天安郡   | 寧城面 12里 | 留糧里、邑内里、院城里、鳳鳴里、星井里、新富里、富垈里、新堂里、安棲里、業城里、聖城里、斗井里                                                       |
| 天安郡   | 下里面   | 天安郡   | 寧城面 12里 | 留糧里、邑内里、院城里、鳳鳴里、星井里、新富里、富垈里、新堂里、安棲里、業城里、聖城里、斗井里                                                       |
| 天安郡   | 北一面   | 天安郡   | 寧城面 12里 | 留糧里、邑内里、院城里、鳳鳴里、星井里、新富里、富垈里、新堂里、安棲里、業城里、聖城里、斗井里                                                       |
| 天安郡   | 北二面   | 天安郡   | 寧城面 12里 | 留糧里、邑内里、院城里、鳳鳴里、星井里、新富里、富垈里、新堂里、安棲里、業城里、聖城里、斗井里                                                       |
| 天安郡   | 郡南面   | 天安郡   | 歓城面 9里  | 新防里、三龍里、龍谷里、九星里、清堂里、双龍里、仏堂里、白石里、車岩里                                                                               |
| 天安郡   | 郡西面   | 天安郡   | 歓城面 9里  | 新防里、三龍里、龍谷里、九星里、清堂里、双龍里、仏堂里、白石里、車岩里                                                                               |
| 天安郡   | 小東面   | 天安郡   | 豊歳面 9里  | 九龍里、佳松里、南館里、斗南里、美竹里、宝城里、三台里、龍井里、豊西里                                                                               |
| 天安郡   | 大東面   | 天安郡   | 豊歳面 9里  | 九龍里、佳松里、南館里、斗南里、美竹里、宝城里、三台里、龍井里、豊西里                                                                               |
| 天安郡   | 遠西面   | 天安郡   | 豊歳面 9里  | 九龍里、佳松里、南館里、斗南里、美竹里、宝城里、三台里、龍井里、豊西里                                                                               |
| 天安郡   | 遠一面   | 天安郡   | 広徳面 11里 | 広徳里、芝長里、宝山院里、大徳里、梅堂里、新興里、舞鶴里、新徳里、杏亭里、大平里、院徳里                                                             |
| 天安郡   | 遠二面   | 天安郡   | 広徳面 11里 | 広徳里、芝長里、宝山院里、大徳里、梅堂里、新興里、舞鶴里、新徳里、杏亭里、大平里、院徳里                                                             |
| 稷山郡   | 東邊面   | 天安郡   | 城山面 14里 | 郡東里、郡西里、板井里、南山里、愁歇里、三隠里、上徳里、富松里、毛柿里、自隠加里、良当里、新葛里、馬井里、石谷里                                     |
| 稷山郡   | 西邊面   | 天安郡   | 城山面 14里 | 郡東里、郡西里、板井里、南山里、愁歇里、三隠里、上徳里、富松里、毛柿里、自隠加里、良当里、新葛里、馬井里、石谷里                                     |
| 稷山郡   | 一西面   | 天安郡   | 城山面 14里 | 郡東里、郡西里、板井里、南山里、愁歇里、三隠里、上徳里、富松里、毛柿里、自隠加里、良当里、新葛里、馬井里、石谷里                                     |
| 稷山郡   | 二西面   | 天安郡   | 成歓面 18里 | 牛新里、松徳里、梅珠里、新防里、旺林里、栗金里、臥龍里、新佳里、伏毛里、魚龍里、成歓里、城月里、水浦里、雨令里、安宮里、水郷里、大弘里、鶴井里       |
| 稷山郡   | 三西面   | 天安郡   | 成歓面 18里 | 牛新里、松徳里、梅珠里、新防里、旺林里、栗金里、臥龍里、新佳里、伏毛里、魚龍里、成歓里、城月里、水浦里、雨令里、安宮里、水郷里、大弘里、鶴井里       |
| 稷山郡   | 二北面   | 天安郡   | 成歓面 18里 | 牛新里、松徳里、梅珠里、新防里、旺林里、栗金里、臥龍里、新佳里、伏毛里、魚龍里、成歓里、城月里、水浦里、雨令里、安宮里、水郷里、大弘里、鶴井里       |
| 稷山郡   | 三東面   | 天安郡   | 笠場面 19里 | 都下里、下場里、上場里、道林里、耆老里、良垈里、弘泉里、虎堂里、侍壮里、孝渓里、新徳里、薪頭里、龍井里、黒岩里、山井里、延谷里、可山里、独井里、柳里 |
| 稷山郡   | 二東面   | 天安郡   | 笠場面 19里 | 都下里、下場里、上場里、道林里、耆老里、良垈里、弘泉里、虎堂里、侍壮里、孝渓里、新徳里、薪頭里、龍井里、黒岩里、山井里、延谷里、可山里、独井里、柳里 |
| 稷山郡   | 二南面   | 天安郡   | 聖居面 13里 | 新月里、所牛里、松南里、貞村里、茅田里、文徳里、石橋里、料芳里、苧里、三谷里、五木里、五色堂里、天興里                                               |
| 木川郡   | 邑内面   | 天安郡   | 木川面 19里 | 交川里、校村里、南化里、徳田里、東里、東坪里、桃長里、三省里、西里、西興里、石川里、所仕里、松田里、新渓里、云田里、応院里、芝山里、泉亭里、龍院里   |
| 木川郡   | 西面     | 天安郡   | 木川面 19里 | 交川里、校村里、南化里、徳田里、東里、東坪里、桃長里、三省里、西里、西興里、石川里、所仕里、松田里、新渓里、云田里、応院里、芝山里、泉亭里、龍院里   |
| 木川郡   | 一東面   | 天安郡   | 東面 12里   | 龍頭里、徳星里、竹渓里、広徳里、東山里、長松里、花渓里、杏岩里、花徳里、寿南里、求道里、松蓮里                                                       |
| 木川郡   | 二東面   | 天安郡   | 東面 12里   | 龍頭里、徳星里、竹渓里、広徳里、東山里、長松里、花渓里、杏岩里、花徳里、寿南里、求道里、松蓮里                                                       |
| 木川郡   | 細城面   | 天安郡   | 城南面 8里  | 新徳里、鳳陽里、大興里、大井里、石谷里、新沙里、大花里、花城里                                                                                       |
| 木川郡   | 南面     | 天安郡   | 城南面 8里  | 新徳里、鳳陽里、大興里、大井里、石谷里、新沙里、大花里、花城里                                                                                       |
| 木川郡   | 修身面   | 天安郡   | 修身面 7里  | 長山里、涑倉里、鉢山里、百子里、海亭里、新豊里、卜多会里                                                                                             |
| 木川郡   | 北面     | 天安郡   | 北面 13里   | 上洞里、龍岩里、梧谷里、陽谷里、延春里、典谷里、沙潭里、銀芝里、雲龍里、命徳里、大坪里、梅松里、納安里                                               |
| 木川郡   | 葛田面   | 天安郡   | 葛田面 7里  | 佳田里、冠星里、桃源里、梅城里、並川里、鳳項里、塔院里                                                                                               |
- 1917年
  - 10月1日（14面）[15]
    - 寧城面が天安面に改称。
    - 城山面が稷山面に改称。

  - 日程不明 - 木川面龍院里が城南面に編入。
- 1919年4月1日（旧暦3月1日） - 並川アウネ市場で万歳運動が発生。
- 1920年 - 天安面に日本式地名を付与。
  - 邑内里 → 本町・黄金町・栄町・大和町・南山町・寧城町・旭町
  - 歓城面清堂里、天安面邑内里の各一部 → 清水町
  - 鳳鳴里 → 鳳鳴町・山平町
- 1931年4月1日 - 天安面が天安邑に昇格。[16]（1邑13面）
- 1938年10月1日 - 天安邑・歓城面の間で境界を調整。[17][18]（1邑13面）
  - 歓城面九星里および清堂里・龍谷里の各一部が天安邑に編入。
  - 天安邑留糧里・安棲里・新堂里・富垈里・業成里・聖城里・斗井里が歓城面に編入。
- 1942年 - 葛田面が並川面に改称。（1邑13面）
- 1946年 - 天安邑の日本式地名を廃止。
  - 本町 → 大興洞
  - 黄金町 → 瓦村洞
  - 栄町 → 城皇洞
  - 大和町 → 文化洞
  - 南山町 → 社稷洞
  - 寧城町 → 寧城洞
  - 旭町 → 五龍洞
  - 清水町 → 清水洞
  - 鳳鳴町 → 鳳鳴洞
  - 山平町 → 多可洞

- 1963年1月1日
  - 天安邑・歓城面が合併して天安市に昇格。[4]
  - 天安郡は天原郡に改称。[4]（12面）
- 1973年7月1日 - 行政区画の見直しを実施。（1邑11面）
  - 修身面卜多会里・東面龍頭里が並川面に編入。[19]
  - 成歓面が成歓邑に昇格。[20]
- 1983年2月15日 - 豊歳面九龍里を天安市に編入。[5]
- 1985年10月1日 - 聖居面が聖居邑に昇格。[21]（2邑10面）
- 1989年1月1日 - 笠場面都下里が成歓邑に編入。[22]（2邑10面）
- 1991年1月1日 - 天原郡が天安郡に改称。[23]（2邑10面）
- 1995年5月10日 - 天安市・天安郡が合併し、改めて天安市が発足。天安郡消滅。[6]

## 経済
ソウル首都圏近郊の地の利を活かし、市内各所に産業団地が建設されている。サムスン、LGなどの大企業グループによる電子機器、半導体、化学工業等に加え、近年はアニメーション、映像制作の分野でも誘致を図っている。外国人労働者専用の住宅団地を建設するなど外国企業、外国人労働者の誘致に力を入れている。

## 交通
- 京釜高速道路
  - 天安サービスエリア（釜山方向のみ） - 木川インターチェンジ - 天安ジャンクション - 天安サムゴリサービスエリア（ソウル方向のみ) - 天安インターチェンジ - 望郷サービスエリア（釜山方向のみ） - 北天安インターチェンジ - 笠場サービスエリア（ソウル方向のみ）
- 論山-天安高速道路
  - 豊歳料金所 - 南天安インターチェンジ - 天安ジャンクション
- 国道23号線
- 韓国鉄道公社（KORAIL）
  - 京釜線・首都圏電鉄1号線：成歓駅 - 稷山駅※ - 斗井駅※ - 天安駅
  - 長項線・首都圏電鉄1号線：天安駅 - 鳳鳴駅※ - 双竜駅※
- ※ 稷山駅・斗井駅・鳳鳴駅・双竜駅は首都圏電鉄1号線の電車のみが停車する。

なお、KTX・SRTの停車する天安牙山駅は牙山市にあるが、市境からの距離は400メートルほどしかない。

## 教育
- 韓国技術教育大学校
- 檀国大学校（天安キャンパス）
- 湖西大学校（天安キャンパス）
- 祥明大学校
- 鮮文大学校（天安キャンパス）
- 南ソウル大学校
- 白石大学校
- 中央消防防災学校
- 国立防災教育研究院
- 順天郷大学校（天安キャンパス）
- 国立公州大学校（天安キャンパス）
- ナサレッ大学校

## スポーツ
サッカー・Kリーグの天安シティFCとバレーボール・Vリーグの天安現代キャピタル・スカイウォーカーズが本拠地としている。

## 出身人物
- 趙炳玉
- 金升淵
- 金昊淵
- イェソン（SUPER JUNIORメンバー）
- 安永命（プロ野球選手、ハンファ・イーグルス所属）
- 李尚烈（プロ野球選手、LGツインズ所属）
- 具昌模（プロ野球選手、NCダイノス所属）
- 成田豊（電通前社長）
- シン・ヘソン（SHINHWAメインボーカル）
- LE(アン・ヒョジン) (EXID)
- ソン・ハンビン（ZEROBASEONE）
- キム・テレ（ZEROBASEONE）

## 観光
- 独立記念館 - 大韓民国の独立運動を記念するためとして1987年に開館。広大な敷地に大小13の展示施設がある。
- 望郷の丘 - 海外で死亡した韓国人のための国立墓地として1976年に開設。1983年の大韓航空機撃墜事件犠牲者の慰霊塔もある。
- 覚願寺 - 市街地を一望出来る太祖山の中腹にある寺。高さ15mの大仏がある。
- 天安周辺はぶどう（巨峰（ゴボン, 거봉）など）の産地としても知られる。